# Evangelische Kirche Nieder-Beerbach

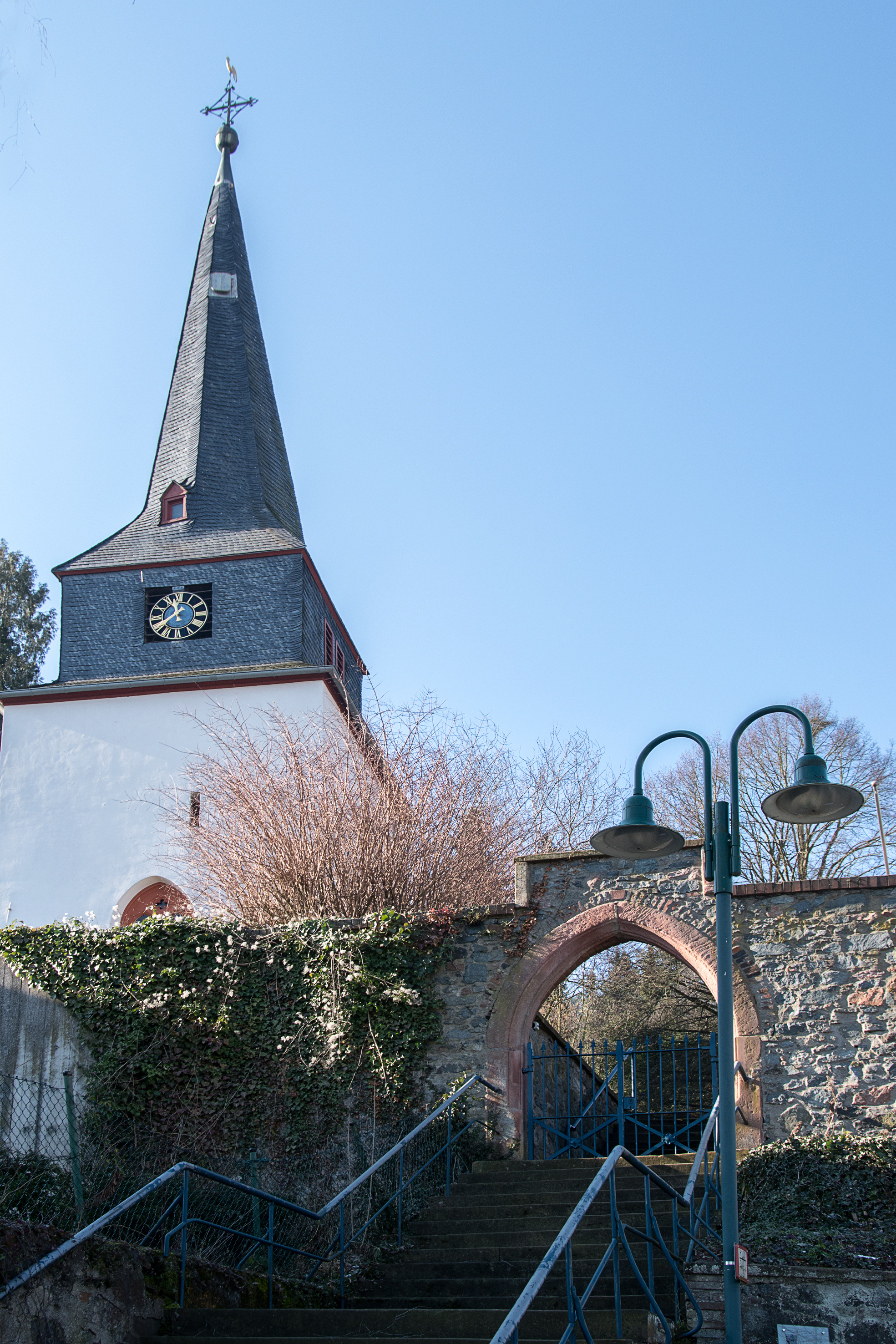

Die evangelische Kirche Nieder-Beerbach ist eine Kirche in Nieder-Beerbach in der südhessischen Odenwaldgemeinde Mühltal.

## Architektur und Geschichte
Innerhalb des alten, fast kreisförmigen befestigten Friedhofs, auf dem sich noch einige historische Grabsteine befinden und der durch ein spitzbogig geschlossenes Portal abgegrenzt wird, steht am Osthang des alten Burgberges die Kirche.
Auf einem langrechteckigen Grundriss steht das in den Jahren 1861/1862 erneuerte Schiff.
Vom Vorgängerbau stammt der quadratische gotische Chorturm mit verschieferter Glockenstube, über der sich ein achtseitiger eingezogener Spitzhelm befindet.
Im Inneren der Kirche haben Schiff und Chor eine flache Decke. Eine dreiseitig umlaufende Holzempore besitzt in den Brüstungsfeldern zum Teil neugotisches Maßwerk und Rankenmalerei. Eine Holzkanzel im neugotischen Stil befindet sich am Triumphbogen.
Als ehemalige Grabkirche der Herren von Frankenstein birgt die Kirche noch drei Sandsteingrabmäler des 16. und 17. Jahrhunderts:
- im Chor das Grabmal des Ritters Georg; eine fast vollplastisch herausgearbeitete stehende Ritterfigur mit Rüstung, flankiert von zwei Wappen
- in die Außenwand eingelassen eine Grabplatte mit stehender Ritterfigur, einen Schild mit Wappen haltend
- ein Grabmal mit einer halbplastischen weiblichen Figur in einer rundbogig geschlossenen Nische mit rankenverzierten Säulen und im Sockel zwei Vollwappen

Die Kirche von Nieder-Beerbach inklusive der Ausstattung ist aus baukünstlerischen und geschichtlichen Gründen ein Kulturdenkmal.